# Дре (Тетрицкаройский муниципалитет)
Дре (груз. დრე) — село в Грузии, на территории Тетрицкаройского муниципалитета края (мхаре) Квемо-Картли.

## География
Село находится в юго-восточной части Грузии, к югу от реки Вере, на расстоянии приблизительно 17 километров (по прямой) к северо-северо-востоку от города Тетри-Цкаро, административного центра муниципалитета. Абсолютная высота — 1232 метра над уровнем моря.

## Население
По результатам официальной переписи населения 2014 года в Дре проживало 16 человек (10 мужчин и 6 женщин). В национальной структуре населения грузины составляли 100 %.
| Год  | Население, человек |
| ---- | ------------------ |
| 2002 | 72                 |
| 2014 | ↘ 16               |